# Beatriz Mateos Galache
Beatriz Mateos Galache (Salamanca, España, 17 de febrero de 1987) es una jugadora española de fútbol sala. Juega de ala-cierre y su equipo actual es el Mosteiro Bembrive de la Segunda División de fútbol sala femenino de España.

## Trayectoria
Comenzó en el conjunto salmantino de Depormat con 14 años, posteriormente se fue a jugar al Valladolid durante 6 temporadas hasta que la temporada 2011-12 ficha por el Orvina permaneciendo 2 años, hasta que en la temporada 2013-14 ficha por el que es su actual equipo, el Burela. En la temporada 2022-23 ficha por el Marín Futsal.

## Selección nacional
Debutó con la selección española el 1 de mayo de 2008 en un partido jugado en Ámsterdam contra la selección de Países Bajos.

## Estadísticas

### Clubes
Actualizado al último partido jugado el 29 de mayo de 2023.
| Club | Div.          | Temporada     | Liga  | Liga  | Liga       | Liga      | Copas nacionales(1) | Copas nacionales(1) | Copas nacionales(1) | Copas nacionales(1) | Torneos internacionales(2) | Torneos internacionales(2) | Torneos internacionales(2) | Torneos internacionales(2) | Total(3) | Total(3) | Total(3)   | Total(3)  |
| Club | Div.          | Temporada     | Part. | Goles | Amonestado | Expulsado | Part.               | Goles               | Amonestado          | Expulsado           | Part.                      | Goles                      | Amonestado                 | Expulsado                  | Part.    | Goles    | Amonestado | Expulsado |
| --- | ------------- | ------------- | ----- | ----- | ---------- | --------- | ------------------- | ------------------- | ------------------- | ------------------- | -------------------------- | -------------------------- | -------------------------- | -------------------------- | -------- | -------- | ---------- | --------- |
| Valladolid FSF · España |               |               |       |       |            |           |                     |                     |                     |                     |                            |                            |                            |                            |          |          |            |           |
| 1.ª |               |               |       |       |            |           |                     |                     |                     |                     |                            |                            |                            |                            |          |          |            |           |
| 2006-07* | 21            | 7             | 1     | 0     | 1          | 0         | 0                   | 0                   | -                   | -                   | -                          | -                          | 22                         | 7                          | 1        | 0        |            |           |
| 2007-08* | 28            | 22            | 9     | 0     | 1          | 0         | 0                   | 0                   | -                   | -                   | -                          | -                          | 29                         | 22                         | 9        | 0        |            |           |
| 2008-09* | 28            | 10            | 8     | 0     | -          | -         | -                   | -                   | -                   | -                   | -                          | -                          | 28                         | 10                         | 8        | 0        |            |           |
| 2009-10 | 29            | 23            | 11    | 0     | -          | -         | -                   | -                   | -                   | -                   | -                          | -                          | 29                         | 23                         | 11       | 0        |            |           |
| 2010-11* | 14            | 15            | 3     | 0     | -          | -         | -                   | -                   | -                   | -                   | -                          | -                          | 14                         | 15                         | 3        | 0        |            |           |
| Total club | Total club    | 120           | 77    | 32    | 0          | 2         | 0                   | 0                   | 0                   | -                   | -                          | -                          | -                          | 122                        | 77       | 32       | 0          |           |
| Orvina · España |               |               |       |       |            |           |                     |                     |                     |                     |                            |                            |                            |                            |          |          |            |           |
| 1.ª |               |               |       |       |            |           |                     |                     |                     |                     |                            |                            |                            |                            |          |          |            |           |
| 2011-12 | 30            | 10            | 16    | 0     | -          | -         | -                   | -                   | -                   | -                   | -                          | -                          | 30                         | 10                         | 16       | 0        |            |           |
| 2012-13 | 25            | 9             | 13    | 0     | 2          | 1         | 2                   | 0                   | -                   | -                   | -                          | -                          | 27                         | 10                         | 15       | 0        |            |           |
| Total club | Total club    | 55            | 19    | 29    | 0          | 2         | 1                   | 2                   | 0                   | -                   | -                          | -                          | -                          | 57                         | 20       | 31       | 0          |           |
| CD Burela FS · España |               |               |       |       |            |           |                     |                     |                     |                     |                            |                            |                            |                            |          |          |            |           |
| 1.ª |               |               |       |       |            |           |                     |                     |                     |                     |                            |                            |                            |                            |          |          |            |           |
| 2013-14 | 30            | 16            | 10    | 0     | 3          | 1         | 2                   | 0                   | -                   | -                   | -                          | -                          | 33                         | 17                         | 12       | 0        |            |           |
| 2014-15 | 25            | 7             | 7     | 0     | 2          | 0         | 0                   | 0                   | -                   | -                   | -                          | -                          | 27                         | 7                          | 7        | 0        |            |           |
| 2015-16 | 28            | 5             | 6     | 0     | 4          | 1         | 1                   | 0                   | -                   | -                   | -                          | -                          | 32                         | 6                          | 7        | 0        |            |           |
| 2016-17 | 27            | 4             | 9     | 0     | 3          | 0         | 0                   | 0                   | -                   | -                   | -                          | -                          | 30                         | 4                          | 9        | 0        |            |           |
| 2017-18 | 29            | 14            | 11    | 1     | 3          | 1         | 0                   | 0                   | -                   | -                   | -                          | -                          | 32                         | 15                         | 11       | 1        |            |           |
| 2018-19 | 16            | 7             | 0     | 0     | 3          | 1         | 0                   | 0                   | -                   | -                   | -                          | -                          | 19                         | 8                          | 0        | 0        |            |           |
| 2019-20 | 21            | 6             | 4     | 0     | 4          | 1         | 1                   | 0                   | 2                   | 0                   | -                          | -                          | 27                         | 7                          | 5        | 0        |            |           |
| 2020-21 | 24            | 7             | 7     | 0     | 7          | 3         | 1                   | 0                   | -                   | -                   | -                          | -                          | 31                         | 10                         | 8        | 0        |            |           |
| 2021-22 | 29            | 5             | 1     | 1     | 4          | 0         | 0                   | 0                   | -                   | -                   | -                          | -                          | 33                         | 5                          | 1        | 1        |            |           |
| Total club | Total club    | 229           | 71    | 55    | 2          | 33        | 8                   | 5                   | 0                   | 2                   | 0                          | 0                          | 0                          | 266                        | 79       | 60       | 2          |           |
| Marín Futsal · España |               |               |       |       |            |           |                     |                     |                     |                     |                            |                            |                            |                            |          |          |            |           |
| 2.ª |               |               |       |       |            |           |                     |                     |                     |                     |                            |                            |                            |                            |          |          |            |           |
| 2022-23 | 22            | 3             | 7     | 0     | 2          | 0         | 0                   | 0                   | -                   | -                   | -                          | -                          | 24                         | 3                          | 7        | 0        |            |           |
| Total club | Total club    | 22            | 3     | 7     | 0          | 2         | 0                   | 0                   | 0                   | -                   | -                          | -                          | -                          | 24                         | 3        | 7        | 0          |           |
| Total carrera | Total carrera | Total carrera | 426   | 170   | 123        | 2         | 39                  | 9                   | 7                   | 0                   | 2                          | 0                          | 0                          | 0                          | 467      | 179      | 130        | 2         |
| (1) Incluye datos de Copa de España / Supercopa de España. (2) Incluye datos de Campeonato de Europa de Clubes, Recopa y Copa Intercontinental. (3) No incluye datos de partidos amistosos. |               |               |       |       |            |           |                     |                     |                     |                     |                            |                            |                            |                            |          |          |            |           |

Nota: En la temporada 2006-07 faltan por comprobar 6 jornadas

Nota: En la temporada 2007-08 faltan por comprobar 2 jornadas

Nota: En la temporada 2008-09 faltan por comprobar 1 jornada

Nota: En la temporada 2010-11 faltan por comprobar 15 jornadas

## Palmarés y distinciones
- Liga española: 3

2015-16 y 2019-20 y 2020-21.
- Copa de España: 4

2019, 2020, 2021 y 2022.
- Supercopa de España: 4

2015, 2019, 2020 y 2021.
- Campeonato de Europa de Clubes de fútbol sala femenino: 1

2021
- Recopa: 1

2019
- Copa Galicia: 4

2014, 2015, 2019 y 2020.